# NHK筑波中継局
NHK筑波中継局（エヌエイチケイつくばちゅうけいきょく）はNHK水戸放送局が茨城県つくば市山口の不動峠南方高地・宝篋山に設置するテレビジョン放送中継局である。なお本項では、LuckyFM茨城放送宝篋山FM補完中継局についても併せて記述する。

## 送信施設概要

### テレビ放送

#### デジタル
| リモコンキーID | 放送局名     | 物理チャンネル | 空中線電力 | 実効輻射電力 | 放送対象地域 | 運用開始日                |
| -------------- | ------------ | -------------- | ---------- | ------------ | ------------ | ------------------------- |
| 1              | NHK 水戸総合 | 49ch           | 20W        | 230W         | 茨城県       | 2007年（平成19年）10月1日 |

- 開局当初は近隣で同じチャンネルを使用していたNHK東京教育アナログ中継局との混信を防ぐため、送信アンテナに指向性（下向きチルト）がかけられていた[要出典]。このため放送区域内世帯数は12万9917世帯にとどまっていた。
- アナログ放送終了に伴い指向性解除が許可され[要出典]、2011年（平成23年）9月5日からは県南地区のほぼ全域をカバーするエリア拡大が行われた。これにより放送区域内世帯数は3.5倍超の43万5954世帯に増える[4]。
- 県南の基幹中継局に位置づけられたため[5]、アナログより[6]増力となる。

#### アナログ
2011年（平成23年）7月24日運用終了時点のもの。
| チャンネル | 放送局名     | 空中線電力 （映像/音声） | ERP （映像/音声） | 放送対象地域 | 放送区域内世帯数 |
| ---------- | ------------ | ------------------------ | ----------------- | ------------ | ---------------- |
| 45         | NHK 東京総合 | 10W/2.5W                 | 105W/26W          | 関東広域圏   | 不明             |
| 47         | NHK 東京教育 | 10W/2.5W                 | 105W/26W          | 全国放送     | 不明             |

### 偏波面
- デジタルテレビ…垂直偏波
- アナログテレビ…水平偏波[6]

### 歴史
- アナログ中継局の開局時期は不明。
- 2007年（平成19年）
  - 6月29日 - 総合デジタル局予備免許交付。
  - 9月26日 - 総合デジタル局本免許交付。
  - 10月1日 - 総合デジタル本放送開始。
- 2011年（平成23年）
  - 7月24日 - 23:59をもってアナログ放送を終了。総合デジタル局のみとなる。
  - 8月18日 - 総合デジタルのエリア変更が許可。
  - 9月5日 - 当デジタル中継局の放送エリアが拡大。

### デジタル放送のエリア
太字は、開始当初からのエリア。※は、当該自治体の全域が対象（エリア拡大後）。
茨城県
つくば市、土浦市※、石岡市、下妻市※、常総市※、筑西市、かすみがうら市、古河市、結城市、取手市、潮来市、守谷市、桜川市、行方市、鉾田市、小美玉市、龍ケ崎市※、牛久市※、坂東市※、稲敷市※、つくばみらい市※、稲敷郡のうち美浦村※、阿見町※、河内町※、猿島郡のうち境町※、五霞町、結城郡八千代町※、北相馬郡利根町
埼玉県
春日部市、幸手市、北葛飾郡杉戸町の各一部
千葉県
野田市、成田市、香取市、印旛郡栄町、香取郡神崎町の各一部

## FMラジオ放送
| 周波数 （MHz） | 放送局名         | 空中線電力 | 実効輻射電力 | 放送対象地域 | 放送区域内世帯数 |
| -------------- | ---------------- | ---------- | ------------ | ------------ | ---------------- |
| 88.1           | LuckyFM 茨城放送 | 100W       | 420W         | 茨城県       | 不明             |

LuckyFM茨城放送宝篋山FM補完中継局は2021年（令和3年）6月23日に総務省関東総合通信局から免許が付与され、7月1日に正式に開局した。この中継局の開局に伴い、守谷FM補完中継局は2021年（令和3年）6月30日に廃止となった。